# Індра Адхікарі
Індра Адхікарі або I.P. Adhikari — журналіст, дисидент з Бутану. Тимчасово перебував у вигнанні в Непалі та Австралії. Він був засновником Бутанської служби новин.

## Біографія
Індра Адхікарі був змушений залишити Бутан разом зі своєю родиною в 1992 році. У 2004 році він, разом з Відхапаті Мішрою створив «Асоціацію активістів свободи друку» (APFA) Бутану. У 2007 році вони створили бутанську службу новин. Він працював в службах новин «Світанок Непалу», «Гімалайський час», «Національний тижневик» та інтернет виданні «Nepalnews.com» живучи в Непалі, як біженець. З 2006 по 2010 рік Адхікарі також викладав в коледжі «Журналістики та масових комунікацій». Потім він переїхав до Австралії в рамках програми переселення УВКБ ООН для біженців з Бутану. В Аделаїді, Австралія він заснував Юба Сансар, щотижневу радіопрограму непальською мовою, яка транслюються по радіо Аделаїди.